# Karaté Kid (film, 2010)
Pour les articles homonymes, voir Karaté Kid.
Cet article concerne le film de Harald Zwart. Pour le film de John G. Avildsen, voir Karaté Kid.
Série Karaté Kid
Miss Karaté Kid
(1994) Karate Kid: Legends
(2025)
Pour plus de détails, voir Fiche technique et Distribution.
Karaté Kid, ou Le Karaté Kid au Québec et au Nouveau-Brunswick, (The Karate Kid) est un film américano-chinois réalisé par Harald Zwart et sorti en 2010.
Il s'agit d'un remake de Karaté Kid (The Karate Kid), sorti en 1984. Jaden Smith, le fils de Will Smith, reprend le rôle interprété par Ralph Macchio. Jackie Chan joue celui de son maître, rôle tenu par Pat Morita dans la première version. Les noms des personnages ont cependant été changés. Cependant, le personnage joué par Jaden Smith apprend ici le kung-fu et non le karaté comme dans les précédents films. Jackie Chan reprend ensuite son rôle dans Karate Kid: Legends, sorti en 2025.

## Synopsis
Dre Parker, un jeune Américain de 12 ans originaire de Détroit, emménage avec sa mère Sherry à Pékin, en Chine. Quand il arrive il se fait une amie nommée Meiying. Mais l'acclimatation s'avère cependant difficile :  Dre devient le souffre-douleur de Cheng, un élève très doué en kung-fu qui est de la même ville que lui et qui le rudoie tous les jours. Alors que Cheng et ses amis passent Dre à tabac, M. Han, un employé taciturne de l'immeuble, s'interpose et parvient à mettre hors de combat toute la bande.
Dre, qui réalise que M. Han est un expert en kung-fu, lui demande de lui enseigner son art pour qu'il puisse se battre à armes égales avec Cheng. M. Han refuse et demande à Dre de faire la paix avec Cheng ; mais Maître Li, le maître de Kung-fu de Cheng, prône à ses élèves de ne montrer aucune pitié pour son ennemi et s'oppose à toute réconciliation. Il exige que Dre ou M. Han se battent pour laver l'honneur de son école. M. Han propose alors que les deux enfants se rencontrent lors d'un tournoi d'arts martiaux organisé prochainement.
Dre commence donc à suivre l'enseignement de M. Han, mais sa technique d'entraînement est curieuse : au lieu de lui apprendre à se battre, M. Han se contente de demander à Dre d'accrocher sa veste, de la décrocher, de la mettre par terre et de la ramasser d'innombrables fois. Après avoir fait la même chose pendant plusieurs jours entiers, Dre est tenté d'abandonner, mais M.Han lui montre que cet exercice n'était destiné qu'à lui apprendre les gestes basiques pour se défendre, à savoir les parades et l'esquive, en faisant appel à la mémoire musculaire.
Maintenant que Dre connaît les bases, M. Han lui apprend enfin à se battre. Mais quelques jours plus tard, alors que Dré rentre de l'école et se rend chez M. Han, il voit ce dernier, ivre, qui frappe sa Scirocco à coups de masse. Dre découvre que M. Han a perdu sa femme et son fils dans un accident de voiture dont il est ressorti vivant, mais dont il est responsable, pour avoir perdu le contrôle du véhicule au cours d'une querelle. Lors de l'anniversaire de cet accident, M. Han pleure et casse la voiture qu'il a gardée et réparée depuis un an dans son salon. Mais Dre lui redonne l'énergie de se redresser, et M. Han accepte de nouveau de poursuivre son entraînement avec lui pour le tournoi à venir. Dre décide d'intensifier son entraînement au kung-fu avec son mentor, et le lien se renforce entre eux.
Dre progresse de semaine en semaine, et le tournoi arrive. Grâce à son entrainement, Dre parvient en demi-finale, mais Maître Li ordonne à l'un de ses élèves, et qui doit l'affronter, de lui casser la jambe, encourant ainsi une disqualification. Dre est alors finaliste mais incapable de se battre, et l'école du maître Li est en passe d'être déclarée victorieuse. Dre est emmené à l'infirmerie. Il supplie M Han de le soigner afin de disputer la finale contre Cheng, afin de bannir à jamais la peur de son âme.
Dre répète une phrase clé que M. Han lui a enseignée le soir où ce dernier lui a raconté le tragique accident : quand la vie nous met à genoux, on peut choisir ou refuser de se remettre debout. Contre toute attente, Dre revient combattre pour la finale, et l'emporte alors que Cheng et lui se disputent le point décisif, en s'inspirant d'un procédé hypnotique observé chez une experte en kung-fu face à un cobra.
Dre a réussi à gagner le respect de Cheng, qui lui remet le trophée en mains propres. Certains élèves du maître Li décident de saluer M. Han, alors que Maître Li les observe avec stupéfaction. Dre et M. Han quittent ensuite le tournoi ensemble, le sourire aux lèvres.

## Fiche technique
Sauf indication contraire, les informations mentionnées dans cette section peuvent être confirmées par la base de données cinématographiques IMDb,  présente dans la section « Liens externes ».
- Titre original : The Karate Kid
- Titre francophone : Karaté Kid
- Titre québécois : Le Karaté Kid
- Titre mandarin : 功夫梦 (Gongfu meng)
- Réalisation : Harald Zwart
- Scénario : Christopher Murphey, d'après les personnages créés par Robert Mark Kamen
- Musique : James Horner
- Direction artistique : Second Chan
- Décors : François Séguin et Jeffrey Kong
- Costumes : Han Feng
- Photographie : Roger Pratt
- Montage : Joel Negron
- Production : James Lassiter, Jerry Weintraub, Will Smith, Jada Pinkett Smith et Ken Stovitz
  - Coproducteur : Solon So
  - Productrice déléguée : Susan Ekins
  - Producteur délégué : Dany Wolf et Sanping Han
- Production[2] chinoise : Haicheng Zhao, Chiu Wah Lee et Er-Dong Liu, Xiaoli Han et Tao Jiang, Dongming Shi, Mingyu Peng
- Sociétés de production : Columbia Pictures, Overbrook Entertainment, Sony Pictures Releasing, Jerry Weintraub Productions, China Film Group Corporation (CFGC) et Emperor Film Production (coproductions)
- Sociétés de distribution : Columbia Pictures & Sony Pictures Releasing (États-Unis), Sony Pictures Releasing France (France)
- Budget : 40 000 000 $[3]
- Pays de production :  États-Unis,  Chine
- Langues originales : anglais, mandarin
- Format : couleur - 35 mm - 2,39:1 - son Dolby Digital | DTS | SDDS
- Genre : arts martiaux, action, drame
- Durée : 140 minutes
- Dates de sortie[4] :
  - États-Unis : 7 juin 2010 (avant-première à Westwood), 11 juin 2010 (sortie nationale)
  - Chine : 22 juin 2010
  - France : 18 août 2010
- Classification : Tous publics
- Classification (MPAA)[5] :  PG (Certaines scènes peuvent heurter les enfants - Accord parental souhaitable)

## Distribution
- Jaden Smith (VF : Valentin Maupin ; VQ : Vassili Schneider) : Dre Parker
- Jackie Chan (VF : William Coryn ; VQ : François L'Écuyer) : Monsieur Han
- Taraji P. Henson (VF : Véronique Alycia ; VQ : Camille Cyr-Desmarais) : Sherry Parker
- Wenwen Han (VF : Laetitia Godès ; VQ : Ludivine Reding) : Meiying
- Rongguang Yu : Maître Li
- Zhensu Wu : le père de Meiying
- Zhiheng Wang : la mère de Meiying
- Zhenwei Wang (VQ : Damien Muller) : Cheng
- Jared Minns : l'ami de Dre à Détroit
- Shijia Lü : Liang
- Yi Zhao : Zhuang
- Bo Zhang : Song
- Luke Carberry (VQ : Léon Caron) : Harry
- Cameron Hillman : Mark
- Ghye Samuel Brown : Oz

## Production

### Genèse et développement
En novembre 2008, Variety révèle qu'un remake de Karaté Kid (1984) est en développement. Cette nouvelle version est produite par Will Smith et façonnée spécialement pour son fils Jaden Smith. En juin 2009, Jackie Chan révèle lors d'un concert sa participation au film, dans le rôle du mentor.
Dans les précédents films de la franchise, le personnage principal pratiquait le karaté, art martial originaire d'Okinawa comme le maître Miyagi. Le karaté est ici remplacé par le kung fu, un art martial chinois. Sony voulait ainsi rebaptiser le film The Kung Fu Kid. Le producteur du film et de toute la saga, Jerry Weintraub, a cependant refusé.
Ralph Macchio, tête d'affiche des trois premiers films, a refusé de faire un caméo.

### Tournage
Le tournage a lieu à Détroit et à Pékin, notamment aux monts Huang. Karaté Kid est l'un des rares films autorisé à tourner dans la Cité interdite.

### Musique
L'Islandais Atli Örvarsson est initialement engagé pour composer la musique du film. Il est finalement remplacé par James Horner.
Liste des titres
1. Leaving Detroit - 2:54
2. Looking For Mr Han - 1:29
3. Kung Fu Heaven - 1:29
4. I Want To Go Home / The Forbidden City - 4:29
5. The Lunchroom - 2:29
6. Backstreet Beating - 3:34
7. Han's Kung Fu - 1:39
8. Ancient Chinese Medicine - 1:25
9. Beijing Valentine - 1:34
10. Mei Ying's Kiss - 3:22
11. Jacket On, Jacket Off - 2:32
12. Journey To The Spiritual Mountain - 8:49
13. Hard Training - 1:20
14. All Work And No Play - 1:40
15. From Master To Student To Master - 10:33
16. Dre's Gift And Apology - 3:07
17. Tournament Time - 5:09
18. Final Contest - 6:47

Outre les compositions originales de James Horner, on peut entendre dans le film les chansons :
- Never Say Never de Justin Bieber feat. Jaden Smith
- Do You Remember de Jay Sean feat. Sean Paul & Lil Jon
- Remember the Name de Fort Minor
- Back in Black d'AC/DC
- Higher Ground des Red Hot Chili Peppers

## Accueil

### Critique
Le film reçoit des critiques partagées. Sur l'agrégateur américain Rotten Tomatoes, il récolte 66% d'opinions favorables pour 208 critiques et une note moyenne de 6,17⁄10 avec comme consensus « Ce n'est pas aussi puissant que la version de 1984, mais cette édition 2010 délivre une mise à jour étonnamment satisfaisante de l'original ». Sur Metacritic, il obtient une note moyenne de 61⁄100 pour 37 critiques.
En France, le film obtient une note moyenne de 3,1⁄5 sur le site AlloCiné, qui recense 7 titres de presse.

### Box-office
Avec près de 360 millions de recettes mondiales, ce film est le plus gros succès de la franchise. Il connait un bon succès au Canada et aux États-Unis et atteint la 11e place du box-office annuel nord-américain. En France, il dépasse le million d'entrées mais n'égale pas le 1,6 million d'entrées du second film sorti en 1986.
| Pays ou région    | Box-office        | Date d'arrêt du box-office | Nombre de semaines |
| ----------------- | ----------------- | -------------------------- | ------------------ |
| États-Unis Canada | 176 591 618 $     | 23 septembre 2010          | 15                 |
| France            | 1 288 145 entrées | -                          | -                  |
| Total mondial     | 359 126 022 $     | -                          | -                  |

## Scène alternative
Une autre scène finale a été tournée, reprenant le début de Karaté Kid : Le Moment de vérité 2 (1986), où M. Han et Maitre Li mènent un rude combat, alors que le second s'apprêtait à frapper Cheng pour sa défaite. Mr Han ressort vainqueur du combat et les autres élèves s'inclinent devant lui, leur maître à terre.